# San Carlos de Río Negro
San Carlos de Río Negro è una città del Venezuela situata nello Stato di Amazonas e in particolare nel comune di Río Negro.